# Charm Tong
Charm Tong, née en 1981 dans l'État shan en Birmanie, est une enseignante Shan et militante des droits de la personne humaine. Elle dirige l'École des jeunes des nationalités de l'État Shan dans le Nord de la Thaïlande. 
Charm Tong participe à la fondation du Shan Women's Action Network, qui a publié le rapport de 2002 License to Rape dénonçant la violence sexuelle à l'égard des femmes. Pendant de nombreuses années, Charm Tong aide les réfugiés pour leur éducation et leur scolarisation en Thaïlande.

## Biographie

### Jeunesse
Lorsque Charm Tong avait six ans, sa famille a quitté l'État Shan pour échapper aux combats entre les forces Shan et les Tatmadaw (l'armée de l'État birman), qui font partie des conflits internes en cours en Birmanie. La famille s'est ensuite installée dans un camp de réfugiés à la frontière entre la Thaïlande et la Birmanie, et la faisant entrer dans un orphelinat catholique,.

### Militantisme pour les droits humains
Elle a commencé son œuvre de militante des droits humains à l'âge de 16 ans. L'année suivante, elle s'est exprimée devant la Commission des droits de l'homme des Nations unies à Genève sur les problèmes auxquels sont confrontées les femmes Shan, en particulier comme victimes de l'utilisation du viol systématique comme arme de guerre. Charm Tong a également reçu le prix Marie Claire de la femme de l'année et le prix Reebok des droits de l'homme. Elle parle différentes langues dont l'anglais, le thaï, le mandarin ainsi que son Shan natal.
En 2002, le Shan Women's Action Network a publié son rapport Licence to Rape: Le régime militaire birman utilise la violence sexuelle dans la guerre en cours dans l'État Shan, qui a tenté de documenter « 173 incidents de viol et d'autres formes de violence sexuelle, impliquant 625 filles et femmes, commis par les troupes de l'armée birmane dans l'État de Shan ». Le rapport décrit « l'incidence systématique et généralisée des viols » et comprend 28 entretiens détaillés avec des victimes de viol. Sa publication a attiré l'attention du monde entier sur la question de la violence sexuelle dans les conflits internes en Birmanie,. Le gouvernement militaire birman, le Conseil d'État pour la paix et le développement, a démenti les conclusions du rapport, déclarant que les insurgés sont responsables de la violence dans la région.

### Reconnaissance internationale
Le 31 octobre 2005, Charm Tong s'est rendu à la Maison-Blanche pour discuter de la situation politique birmane avec le président américain George W. Bush, le conseiller à la sécurité nationale Stephen J. Hadley et d'autres hauts responsables américains,. « Je suis très heureuse ... de rompre le silence sur ce qui arrive au peuple birman », a-t-elle déclaré aux journalistes par la suite. Le membre du Congrès Tom Lantos, cofondateur de la Commission Tom Lantos des droits de l'homme, a prédit que les 50 minutes de Charm Tong avec Bush « se répercuteraient dans le monde entier ».  L'Irrawaddy a écrit en décembre de cette année-là que les lobbyistes attribuaient « le franc-parler de Bush sur la Birmanie » à « l'effet Charm Tong »,.
Pour son travail d'enquête et de publicité sur les abus commis contre les femmes Shan par les Forces armées birmanes, Charm Tong a reçu le prix Marie Claire Women of the World en 2004 et le prix Reebok des droits de l'homme en 2005. Elle a également reçu le Prix étudiant pour la paix 2007, qui lui a été décerné au Festival international étudiant à Trondheim. En 2008, elle a reçu un prix Vital Voices Global Leadership dans le domaine des droits de l'homme, qu'elle a partagé avec Khin Ohmar de la Ligue des femmes de Birmanie. Le prix lui a été remis par la Première Dame des États-Unis, Laura Bush. Charm Tong a reçu des prix internationaux, dont Marie Claire Women of the Year et le prix Reebok des droits de l'homme.